# (29345) Ivandanilov
(29345) Ivandanilov est un astéroïde de la ceinture principale.

## Description
(29345) Ivandanilov est un astéroïde de la ceinture principale. Il fut découvert le 22 février 1995 à Zelenchukskaya Station par Timur V. Kryachko. Il présente une orbite caractérisée par un demi-grand axe de 2,66 UA, une excentricité de 0,12 et une inclinaison de 5,9° par rapport à l'écliptique.

## Compléments